# Монтерози
Монтерози (итал. Monterosi) — коммуна в Италии, располагается в регионе Лацио, подчиняется административному центру Витербо.
Население составляет 1939 человек (на 2001 г.), плотность населения составляет 180,37 чел./км². Занимает площадь 10,75 км². Почтовый индекс — 01030. Телефонный код — 0761.
Покровителями коммуны почитаются святые Викентий Сарагосский и Анастасий Персиянин. Праздник ежегодно празднуется 14 сентября и 22 января.